# 47. pehotna divizija (ZDA)
47. pehotna divizija (izvirno angleško 47th Infantry Division) je bila pehotna divizija Kopenske vojske ZDA.